# ESET Smart Security
ESET Smart Security (ESS) es una suite de seguridad informática desarrollada por la empresa eslovaca ESET.
ESET Smart Security incorpora:
- Un antivirus y antispyware (con la misma tecnología que el ESET NOD32 Antivirus)
- Un módulo antispam
- Un firewall bidireccional
- Control parental (desde la versión 5)
- ESET SysInspector y ESET SysRescue (desde la versión 4)
- Otras características para ayudar a la protección del usuario todo unificado en una misma aplicación.

## Historia
El 5 de noviembre del 2007, ESET lanzó en internet su suite bajo el nombre de ESET Smart Security (en español: ESET Seguridad Inteligente), para competir con otras compañías de seguridad informática que como McAfee, Symantec, AVG Technologies o Kaspersky; las cuales ya habían sacado sus propias suites.

### ESET Smart Security 4
Para el año 2008 ESET decidió lanzar una nueva versión de su producto, la cual comenzaría su desarrollo para que en noviembre del 2008, se lanzase la beta de ESET Smart Security 4. Ya en febrero del 2009 se lanzó la Release Candidate del ESS 4 para que en abril del 2009, ESET lanzara la versión final de ESET Smart Security 4. 
ESET Smart Security 4 es en realidad la segunda versión de la aplicación, pero para evitar las confusiones con ESET NOD32 v4, del cual si es la versión 4; a ESS se le dio oficialmente como la versión 4.
La primera versión de la aplicación de ESS presentaba ciertas incompatibilidades con el SO Windows 7, corregidas rápidamente.
Clasificado de Nº 5 de 23 en Internet Security Suites Software en TopTenReviews.

### ESET Smart Security 4.2
El 22 de diciembre del 2009 ESET presentó una versión preliminar de la siguiente versión de su antivirus y suite, la versión 4.2 BETA.

### ESET Smart Security 5
La versión no beta de ESET más actualizada es la versión 5 destinada para 2012 fue desarrollada a finales de julio del 2011 en versión beta y en agosto del 2011 con similares características a versiones anteriores con la magnitud de defensa HIPS integrada y con el motor ThreathSense más activo, además de control parental. ESET Smart Security 5 reduce el tiempo de espera para abrir archivos de video, imágenes, música y documentos en un promedio de 30 por ciento en comparación con la versión anterior.

### ESET Smart Security 8

#### Funciones principales
- Control parental

Permite controlar que sitios web se pueden acceder o no, en forma individual para cada cuenta de Windows. Los usuarios tendrán la posibilidad de establecer un "rol" para cada cuenta. Cada rol tiene opciones predeterminadas de configuración para las categorías de URL que pueden mostrarse (o no) al usuario. Además, el usuario puede establecer listas negras y blancas para cada cuenta de Windows.
- Modo de Juego

Es una característica para los jugadores, que requieren utilizar el software en forma ininterrumpida, no desean que las ventanas emergentes los molesten y quieren minimizar el uso de la CPU. El modo de juego también se puede usar como modo para pasar presentaciones, cuando una presentación no se puede interrumpir por la actividad del programa antivirus.
- Reputación basada en la nube

Permite analizar archivos utilizando una base que se encuentra disponible en la red, esta base registra los archivos analizados, por lo tanto cuando el usuario analice un archivo que previamente fue analizado, el tiempo de análisis se reducirá considerablemente. Adicionalmente el usuario podrá determinar si un archivo representa o no una amenaza antes de descargarlo.
- Sistema de prevención de intrusiones basado en el host (HIPS)

Protege el sistema de malware y actividades no deseadas que intentan perjudicar el equipo. El sistema HIPS utiliza el análisis avanzado de conducta combinado con las capacidades de detección del filtrado de red para monitorear los procesos activos, los archivos y las claves de registro, y así bloquear y prevenir en forma activa los intentos de dichas actividades maliciosas.
- Exploración  inteligente

ESET Smart Security examina los canales de comunicación cifrada SSL como HTTPS y POP3S, y explora en forma inteligente los archivos comprimidos para detectar amenazas que otros productos pasan por alto. La función de Optimización Inteligente de ESET hace que la exploración de archivos sea más veloz.
- Firewall Personal

El Modo de Aprendizaje ahorra tiempo ya que crea automáticamente reglas de firewall tras observar cómo los usuarios finales utilizan la red, también cuenta con la opción de Modo Avanzado para usuarios más experimentados. Además, permite que el usuario seleccione perfiles personalizados de firewall para zonas de red confiables y que se apliquen reglas adecuadas automáticamente según la red detectada.
- Autenticación de zonas de confianza

Autenticación de zonas de confianza – Esta función permite identificar las zonas de red confiables por medio de las configuraciones de red y realizar la autenticación segura para el acceso a una red usando el Servidor de Autenticación de ESET.
- Antispam

ESET Smart Security ahora se encarga de los mensajes de correo no deseados con un filtro para spam más pequeño, veloz y eficaz. Se integra con los clientes de correo electrónico más populares, Windows Mail, Windows Live Mail y Mozilla Thunderbird.
- Control avanzado de medios removibles

Ofrece la posibilidad de definir excepciones para bloquear medios extraíbles según el tipo de medio, el número de serie, el fabricante, el modelo, los parámetros del dispositivo (tamaño, cantidad de cabezales, sectores, etc.) o basándose en la ubicación de un archivo cifrado que identifique el dispositivo. Pueden configurarse los permisos como bloqueados, con acceso de solo lectura o con acceso de lectura y escritura, y también pueden definirse para un usuario específico o para grupos de usuarios.
- Herramientas para el sistema

ESET SysInspector simplifica el diagnóstico del sistema permitiendo la exploración profunda de los procesos del sistema para encontrar amenazas ocultas, ESET SysRescue facilita la limpieza de sistemas infectados creando unidades de arranque de rescate en CD, DVD o USB que lo ayudará a reparar una computadora infectada.
- Tecnología de autodefensa

ESET Smart Security incluye una tecnología integrada para prevenir que los programas maliciosos lo corrompan o deshabiliten.

## Pruebas AV-Comparatives
En las pruebas realizadas por AV-Comparatives, la cual es una organización independiente sin fines de lucro cuyo objetivo es la prueba de software de seguridad, Eset smart security ha obtenido los siguientes resultados:
Test de protección en el mundo real:
- Diciembre de 2009- 95.0%
- Noviembre de 2010-94.1%
- Diciembre de 2010-95.9%
- Diciembre de 2011-97.2%
- Diciembre de 2012-96.9%
- Marzo de 2013-99.1%

### Requerimientos del sistema
- Microsoft® Windows® 2000, XP
- 400 MHz 32 bits (x86)/64 bits (x64)
- 128 MB RAM de memoria del sistema
- 320 MB de espacio disponible

- Microsoft® Windows® Windows 7, Vista, Home Server, 8, Windows 10
- 1 GHz 32 bits (x86) / 64 bits (x64)
- 512 MB RAM de memoria del sistema
- 320 MB de espacio disponible